# Castello di Porciano (Ferentino)
Castrum Porciani, anche detto Castello di Porciano, collocato territorialmente nella frazione di Porciano nel comune di Ferentino, è un antico presidio militare del IX secolo circa. Oggi i suoi resti sono ricoperti da una fitta vegetazione su un'altura che si affaccia sul lago di Canterno nell'area della riserva naturale del lago di Canterno.

## Storia

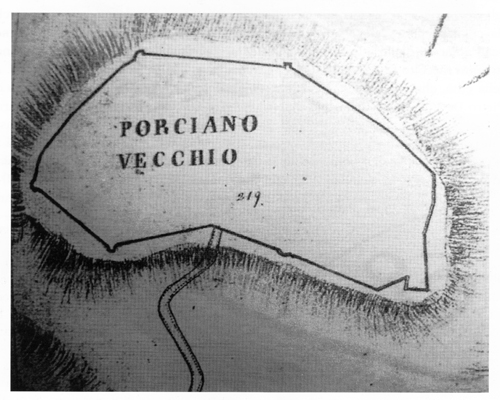
Catasto Gregoriano

Nel XIII secolo la popolazione crebbe fino a superare il numero, considerevole per l'epoca, di mille abitanti tanto da acquisire un'importanza, oltre che militare, anche politica e la sua estensione territoriale arrivò a coprire un'area di cinque ettari.
Originariamente il Castrum era sotto il controllo diretto della Chiesa romana alla quale doveva versare annualmente un'imposta di sei libbre d'argento.
Nel 1203 papa Innocenzo III, dopo una visita al monastero di S. Benedetto a Subiaco, constatando le serie difficoltà economiche in cui versavano i monaci, con una bolla del 24 febbraio obbligava i porcianesi a versare le sei libbre d'argento non più alla Chiesa romana ma direttamente al priore del Sacro Speco.
A causa delle liti tra il papa, il Re di Napoli e le famiglie aristocratiche romane, attorno al XV secolo il castello fu saccheggiato ed incendiato. Nel 1438 la rocca fu acquisita con tutti i suoi possedimenti da Pietro De Viviani. Porciano riprese il suo antico splendore grazie a papa Eugenio IV, parente dello stesso Pietro. Il castello poi fu ristrutturato e fortificato, ma poco prima dalla morte del Viviani assunsero il controllo della rocca i suoi eredi di famiglia, malvisti dalla popolazione locale.
Dal 1640 il sito è abbandonato e trasformato prima in cava di materiale edile e poi in luogo di pascolo; oggi il luogo è difficilmente visitabile a causa di una fitta boscaglia che lo ricopre.

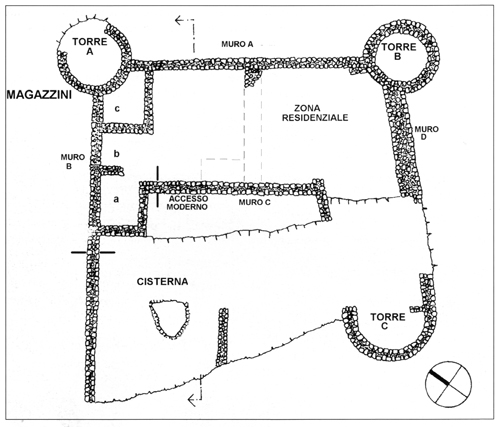
Planimetria della Rocca - disegni di Vincenzo Lemmo

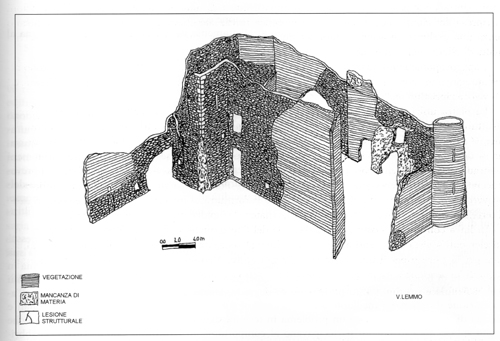
Schizzo prospettico della rocca con indicazioni dei degradi e dei dissesti - disegni Vincenzo Lemmo